# Jean-Marie Lustiger
Jean-Marie Lustiger, född Aaron Lustiger 17 september 1926 i Paris, Frankrike, död 5 augusti 2007 i Paris, var en fransk kardinal, katolska kyrkans prelat i Frankrike, Paris ärkebiskop 1981–2005 och ärkebiskop emeritus av Paris från 2005 fram till sin död. År 1995 invaldes han i Franska akademien (stol 4).
Lustiger föddes av judiska föräldrar men konverterade till katolicismen 1940, prästvigdes 1954 och tjänstgjorde som skolpräst vid Sorbonne. Han blev biskop av Orléans 1979 och installerades som ärkebiskop av Paris den 27 februari 1981. Som sådan verkade han fram till den 11 februari 2005. Han utsågs till kardinalpräst av Santi Marcellino e Pietro den 2 februari 1983 och överflyttades till San Luigi dei Francesi den 26 november 1994.